# Metal Storm
Die Firma Metal Storm war ein australisches Unternehmen zur Entwicklung und Herstellung von elektronischen Waffensystemkomponenten. Der Firmensitz war in Brisbane (Australien), mit einer Zweigstelle in Arlington (Vereinigte Staaten). Das Metal-Storm-System ist ein neuartiges Waffensystem, das durch eine besondere Art der Munitionszuführung, Munitionszündung und Anzahl der Läufe extrem hohe Feuergeschwindigkeiten erreichen kann.
Am 20. Juli 2012 wurde der Handel mit Unternehmensanteilen auf Bitten des Unternehmens ausgesetzt. In Folge unterwarf sich das Unternehmen freiwillig der Fremdverwaltung nach australischem Insolvenzrecht (voluntary administration).
Die Markenrechte und die kommerziellen Nutzungsrechte liegen seit 2015 bei der australischen Waffenfirma Defendtex.

## Funktionsweise des Metal-Storm-Systems
Das System basiert darauf, dass die Munition nicht wie sonst üblich aus einem Magazin oder Munitionsgurt zugeführt wird, sondern hintereinander – nach Art einer Römischen Kerze – im Lauf liegt (dieses Prinzip ist seit dem späten Mittelalter bekannt, siehe Espignole). Jedes Geschoss hat eine eigene Treibladung und wird elektronisch gezündet.

### Vorteile
Die verschiedenen Waffensysteme, bei denen das Metal-Storm-System laut Aussage des Herstellers verwendet werden könne (Sturmgewehre, Pistolen, Granatwerfer, Maschinenkanonen, Abwehr- und Wachsysteme) besäßen außer den beweglich gelagerten Läufen (um den Rückstoß zu dämpfen) keinerlei bewegliche Teile wie übliche Feuerwaffen. Sie sei daher verschleißunempfindlicher und wartungsarm. Auch ein Mechanismus zum Ausstoßen der abgefeuerten Patronen entfällt: das Metal-Storm-System verwendet hülsenlose Munition, das heißt, dass die Treibladung nicht in einer Patronenhülse sitzt, sondern frei im Lauf direkt hinter dem Geschoss. Die Feuerrate (Kadenz) der Metal-Storm-Systeme wird zunächst nur durch die Lauflänge und die Anzahl der Läufe beschränkt. Damit sind kurze Feuerstöße mit einer sehr hohen theoretischen Kadenz möglich. Die Geschossart kann wie bei herkömmlichen Systemen dem jeweiligen Einsatzzweck angepasst werden (z. B. Sprenggranaten, Splittergranaten, Reizgaspatronen, nicht tödliche Munition usw.).

### Nachteile
Das System hat zahlreiche Nachteile: insbesondere ist wie bei Röhrenmagazinen die Magazinkapazität prinzipbedingt eingeschränkt und kann praktisch nur erhöht werden, indem auch die Anzahl der Läufe erhöht wird. Dadurch steigt aber auch das Gewicht erheblich. Außerdem wird teure Spezialmunition benötigt.

## Geplante Produkte

### SchrotgewehrMAUL
Das System MAUL (Multi-shot Accessory Under-barrel Launcher) ist eine einläufige, fünfschüssige, halbautomatische Schrotflinte im Kaliber 12 (18,35 mm) und 5,56 mm. Sie ist für den militärischen, aber auch den Einsatz bei Polizeikräften entwickelt worden. Sie kann als Einzelwaffe oder als Zusatzwaffe unter Sturmgewehren (mit Montageschiene) benutzt werden. Das Gewicht des Systems beträgt nur 1,8 lbs. (816,45 Gramm). Die Munition kann situationsbedingt angepasst werden.

### Granatpistole3GL
Das 3GL-System ist ein tragbarer, dreischüssiger, halbautomatischer Granatwerfer im Kaliber 40 mm. Die Munition ist situationsbedingt anpassbar. Das System 3GL kann bei Bedarf an einer Picatinny-Schiene unter verschiedenen Sturmgewehren montiert werden.